# Erhard Weiß
Erhard „Jonny“ Weiß (* 26. Mai 1914 in Dresden; † 7. November 1957 in Garmisch-Partenkirchen) war ein deutscher Kunst- und Turmspringer.
Während seiner sportlichen Karriere war er zwischen 1936 und 1940 13× Deutscher Meister und trat für Neptun Dresden in seiner Sportart an.
International wurde er Europameister 1938 und nahm an den Olympischen Sommerspielen 1936 teil.
Neben seiner sportlichen Karriere war er als Sportlehrer an der Universität Freiburg tätig.